# Kammerstein
Kammerstein è un comune tedesco di 2 776 abitanti, situato nel land della Baviera.